# 生存技能
生存技能是指一个人为了在自然环境或建成环境中生存而可能用到的技能。人們往往遇到灾害情況時會用到生存技能。人類在進行徒步旅行、背包旅行、骑马、钓鱼和打猎等户外活动時也都需要基本的野外生存技能，特別是遇到紧急情况时，生存技能尤為重要。人類通過這些生存技能獲取生存所需的基本必需品，例如水、食物和棲息地。人類為了生存，還必須懂得如何與动物和植物互动。